# 平岡浩太郎

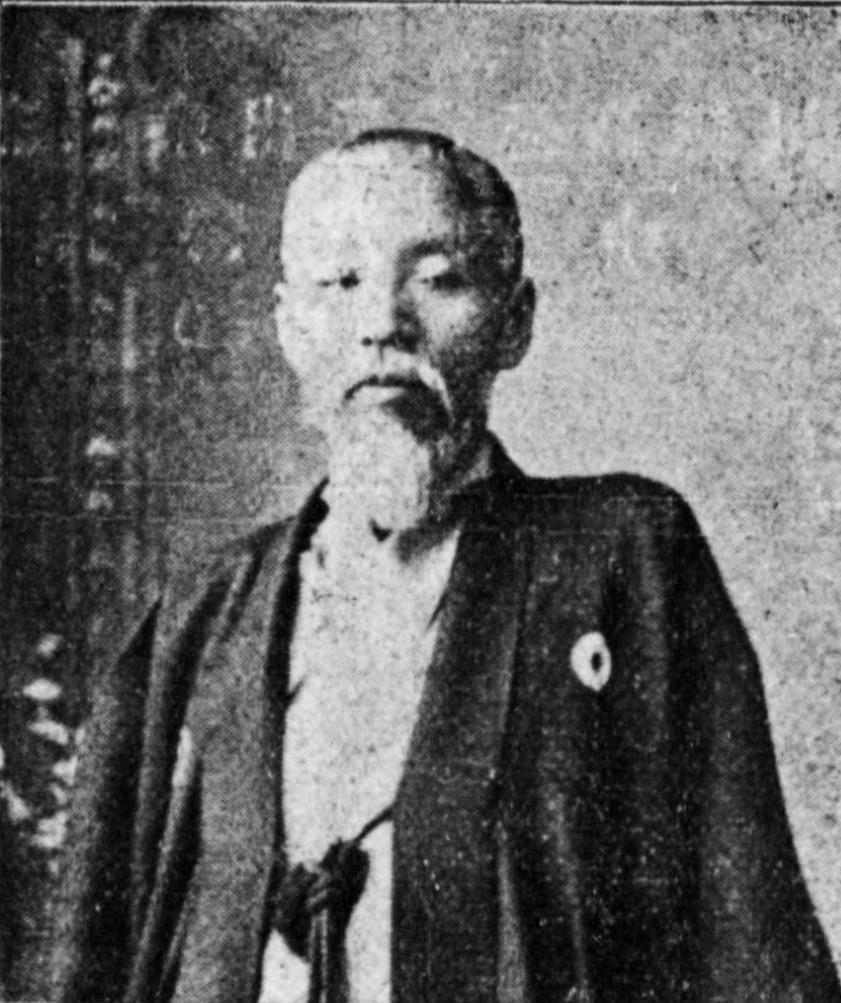
平岡浩太郎

平岡 浩太郎（ひらおか こうたろう、嘉永4年6月23日（1851年7月21日） - 明治39年（1906年）10月24日） は、日本の地方政社玄洋社初代社長、自由民権運動家。

## 経歴

### 幼少期から西南戦争
福岡藩士・平岡仁三郎の次男として、福岡市地行に生まれる。幼名は銕太郎。号は玄洋。内田良平の叔父。藩校修猷館に学ぶ。1868年（明治元年）、戊辰戦争で奥羽に転戦し功をなし、その後、同志と共に藩兵隊就義隊を組織する。
1875年（明治8年）、高知の立志社に倣って武部小四郎が矯志社を組織すると、箱田六輔等と共に参加。1877年（明治10年）、西南戦争に呼応して越智彦四郎、武部小四郎等が挙兵（福岡の変）するとこれに加わるが敗れ、その後、単身西郷軍に合流し、豊後・日向の本営において謀議に参与。敗戦後、東京の獄に懲役1年の刑を受ける。

### 自由民権運動以後
1878年（明治11年）1月出獄後、自由民権運動に参加し、同年12月、箱田六輔、頭山満、進藤喜平太等と共に向陽社を組織。1879年（明治12年）11月に開催された愛国社第3回大会では幹事を務め、1880年(明治13年)3月に開催された愛国社第4回大会においては国会期成同盟の設立に主導的な立場をとっている。1881年（明治14年）、向陽社を玄洋社と改名して初代社長に就任。1882年（明治15年）、朝鮮の壬午事変に際し、西郷軍の生き残りの野村忍助と義勇軍計画を起こすなど、早くからアジア問題に関心を示した。
その後、実業方面にも進出。赤池・豊国炭鉱などの経営に成功し、その豊富な資産で玄洋社の対外活動を支え、一方で九州鉄道の創設、官営八幡製鉄所の誘致運動などに関わり、福岡県の経済発展に貢献した。
1894年（明治27年）9月、第4回衆議院議員総選挙で福岡県第三区から出馬し衆議院議員に当選。以後、1904年（明治37年）3月の第9回総選挙まで連続6回当選を果たす。中国革命の支援にも情熱を注ぎ、1897年（明治30年）、日本に亡命した孫文に活動費、生活費を援助している。1898年（明治31年）、憲政党結成に尽力し、隈板内閣樹立に努めた。同年5月九州日報社主となり、1906年（明治39年）10月に没するまでその職にあった。国民同盟会にも参加し、ロシアの満洲侵略が顕著となると1903年（明治36年）に対露同志会に参加し対露強硬論を唱えた。1906年（明治39年）、心臓を病み10月24日死去。享年56。
1913年（大正2年）3月18日、辛亥革命を成し遂げ再び来日した孫文は、福岡市の聖福寺に平岡浩太郎の墓参に訪れている。

## 親族
- 長男 平岡良助 ‐ 妻は西郷従道の娘栄子。娘婿に梅謙次郎の二男・梅震[6]。
- 次男 平岡専次
- 三男 平岡潤吉
- 四男 平岡鐵太
- 五男 平岡康次
- 六男 平岡進
- 七男 平岡清
- 八男 平岡豊
- 義弟 的野半介（妹マサの夫、玄洋社社員、衆議院議員）[7]
- 甥 内田良平（兄内田良五郎の息子、黒龍会主幹、大日本生産党総裁）
- 曾孫 田中健之（八男豊の孫、歴史作家、拓殖大学元客員研究員、黒龍会再興の祖）